# カーフスライサー

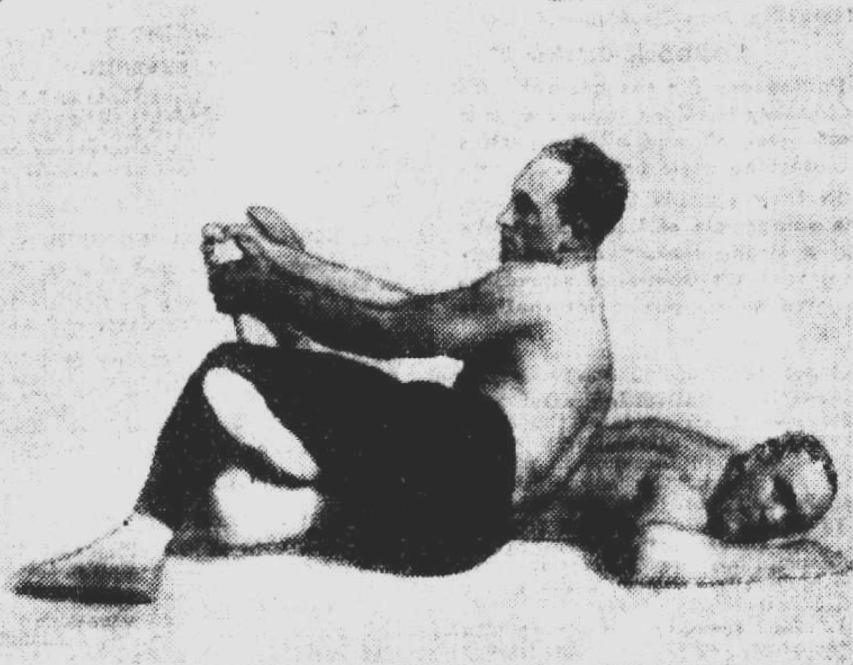
両脚を4の字に組んだテコ入れ膝固めの実演

カーフスライサー (calf slicer) は格闘技における脚関節技。相手の脹脛 (calf) をつぶす膝関節技。別名レッグスライサー (leg slicer) 、膝固め（ひざがため）。

## 概要
相手の脹脛を自らの前腕や脛、足首または相手のもう一方の脛、足首を相手の膝裏や脹脛に当てて相手の脚を折り曲げて相手の脹脛をつぶす膝関節技。サンボやブラジリアン柔術、MMAなどで使用される。
柔道においては1925年に書籍『新制柔道教科書』によると大日本武徳会と講道館が協力して審判規定を同一に改正。禁止技となった。ブラジリアン柔術の国際ブラジリアン柔術連盟ではジュブナイル (U18) 以下や紫帯青帯白帯で、国際柔術連盟ではU16以下では反則である。別名に「膝固め」があるが国際柔道連盟の膝固とは異なる技である。

## バリエーション
リバース・アキレス・ホールド（裏アキレス腱固め）のような体勢から自らの片前腕を相手の片膝裏に当て、肩などで相手のその脚の脛や足首を肩で押してその脚を曲げてのカーフスライサーなどがある。
試合での実例
- 1988年8月13日UWF真夏の異種格闘技戦メインイベント ザ・プロフェッショナル・バウト

×ジェラルド・ゴルドー （4R1:10 裏アキレス腱固め） 前田日明○
公式発表はリバース・アキレス・ホールドの「裏アキレス腱固め」だが実際はこのカーフスライサーである。右ハイキックをキャッチしたのち極めた。この試合の直前、『格闘技通信』誌の韓国取材に同じハイキックをキャッチしてからのカーフスライサーの演武をハプキドーの道場生が披露している。

### 膝挫足
膝挫足（ひざひしぎあし）は腹ばいの相手の背を左手で抑え左足首を右手で掴み、相手の左膝裏に自らの左脛を当て、相手の左足首を腹に当て、腹で押して相手の左脚を折り曲げるカーフスライサー。サンボではカデ（16歳以下）では禁止技である。柔道家の川石酒造之助は自著で膝挫の一種として扱っている。別名レッグ・スタンプ (leg stamp)。

#### 足巻込
足巻込（あしまっこみ）は逆蟹挟（ぎゃくかにばさみ）からの膝挫足。右組の大外刈の様に右足を相手の右足の後ろに外側から踏み込み、大外刈の様に相手の右脚を刈らずに右足首を相手の左脛に掛け、相手の上衣を持ったまま相手にぶら下がるように後ろに倒れ込み相手を相手の前方に倒す逆蟹挟をかける。倒す前に左足首を相手の右脛あたりに当ててもよい。右脚を相手の右膝裏付近に置いたまま右回りで膝立ちまたは座位となり、右脛を相手の右膝裏に当てて相手の右脚を折り曲げての膝挫足へいく。相手の右脚を折り曲げるとき左手で相手の右爪先を持ち内回しのトーホールドを複合させてもよい。

#### 蟹緘
蟹緘（かにがらみ）は蟹挟の様に相手に飛びついて逆回転してからの膝挫足。相手の右からの蟹挟の様に足から飛びつき、左脚を相手の腹付近、右脚を相手の両膝裏付近に両脚で挟み、蟹挟とは逆に右横転し相手を相手の前方に倒す。右脚を相手の右膝裏付近に置いたまま右回りで膝立ちまたは座位となり、右脛を相手の右膝裏に当てて相手の右脚を折り曲げての膝挫足へいく。

### 足詰
足詰（あしつめ）はうつ伏せの相手の右膝裏に相手の左足首を当て相手の右脚を折り曲げてからのカーフスライサー。別名膝挫（ひざひしぎ）、ダブル・レッグ・ロック。

### テコ入れ膝固め
テコ入れ膝固め（てこいれひざがため）はうつ伏せの相手の左側から左脚を相手の前方から股間に入れ左足首を相手の左膝裏に入れ、両手で相手の左足首を引いて相手の左脚を折り曲げてのカーフスライサー。相手が四つん這いの体勢からしかけると掛けやすい。サンボではカデ（16歳以下）では禁止技である。

#### カーフ・クラッシャー
カーフ・クラッシャーは正面から相手の左膝裏に自身の左脚を絡ませて前転をしながらの小内巻込を仕掛け、相手を後転させ、うつ伏せにしてからのテコ入れ膝固め。プロレスラーAJスタイルズのオリジナル技。新日本プロレス参戦時は、カーフ・キラーの技名で使用。TNA所属時代は、カーフ・カッターと称されていたが、WWE移籍後に改名した。

### 股裂き膝裏固め
股裂き膝裏固め（またさきひざうらがため）は両者仰向けのカーフスライサー。テコ入れ膝固めから相手が仰向けになって逃れようとしても、そのままカーフスライサーを相手の左脚にかけ続けて極める。返し技としては腕挫十字固がある。両手を相手の右脚に持ち替え、両脚で相手の左脚を挟み、股裂きに移行もできる。サンボではカデ（16歳以下）では禁止技である。

#### 回転足4の字固め
回転足4の字固め（かいてんあしよんのじがため）は前転してからの股裂き膝裏固め。大外刈の様に相手の右脚に右脚を掛け、相手もろとも前転して両脚を4の字に組み股裂き膝裏固めにとる。プロレスラーラッシャー木村の幻の必殺技。

### ニー・ロック
ニー・ロックは相手の左膝裏に自らの右前腕を当て、右手で左前腕を掴み左手で相手の左腿を掴み、曲げた右脚で相手の曲げた左脚を挟み込み右足首を自らの左膝裏に当て両脚で相手の左脚を挟み込む脚に掛けるキーロックの様なカーフスライサー。別名ショート・レッグ・シザース。

#### トランキーロ・レッグロック
トランキーロ・レッグロックは立ち姿勢の相手の左脚を前方から左腕で抱え後ろに倒れ込み、相手を相手の前方に倒しうつ伏せにし、自らはすぐに左横向きの寝姿勢となり、左腕を相手の左膝裏に当てたまま、相手の左腿を自らの左腿で、相手の左足首のあたりを右脚に当ててはさみ、両脚を組んでのニーロック。プロレスラーの内藤哲也がジュニアヘビー級時代から使用している。内藤は多くの膝攻めのレパートリーの中でも頻繁に使用している。

### リバース・インディアン・デスロック
リバース・インディアン・デスロックは足詰の体勢から自らの片脚を相手の両脚の中にこじ入れてのカーフスライサー。相手の頭部側を背にうつ伏せの相手の左脚を折り曲げ相手の右膝裏に相手の左足首を当て相手の右脚を折り曲げる。右足首を相手の左脹脛を当て、右脹脛を相手の右足首に当て相手側である背後に倒れて相手の相手の右脛押してのカーフスライサーをかける。別名インバーティッド・インディアン・デスロック。